# Howards End
Howards End é um romance de E. M. Forster, publicado primeiramente em 1910.
Conta a história da luta de classes na Inglaterra. Os principais temas do livro são as dificuldades e também os benefícios das relações entre membros de classes sociais diferentes. Relata as vivências de três famílias de Inglaterra no princípio do século XX, que representam gradações diferentes da classe média eduardiana: os Wilcoxes, que são capitalistas ricos e que fizeram fortuna nas colónias; os irmãos meio-alemães Schlegel - Margaret, Tibby e Helen -, que representam a burguesia intelectual; e os Basts, um casal da baixa classe média. As irmãs Schlegel tentam ajudar os Basts e também fazer com que os Wilcoxes sejam menos preconceituosos.